# Svatobořice-Mistřín
Svatobořice-Mistřín (deutsch Swatoborschitz-Mistrzin) ist eine Gemeinde in Tschechien. Sie entstand 1964 durch den Zusammenschluss der Gemeinden Svatobořice und Mistřín. Svatobořice-Mistřín liegt drei Kilometer südwestlich von Kyjov in der Mährischen Slowakei und gehört zum Okres Hodonín. Vom 17. September 1942  bis zum 12. April 1945 befand sich in Svatobořice ein KZ-Sammellager.

## Geographie
Das südmährische Weindorf Svatobořice-Mistřín befindet sich im Dolnomoravský úval, dem mährischen Teil des Wiener Beckens, am Fuße des Hügels Záviště (255 m) am rechten Ufer des Flüsschens Kyjovka. Durch den Ort führt die Straße 422 von Kyjov nach Čejč, von der in Mistřín die 431 nach Hodonín abzweigt. Östlich des Dorfes verläuft links der Kyjovka die stillgelegte Eisenbahnstrecke Kyjov-Mutěnice.
Nachbarorte sind Sobůlky im Norden, Kyjov im Nordosten, Skoronice im Osten, Milotice im Südosten, Dubňany und Jarohněvice im Süden, Šardice im Südwesten sowie Stavěšice und Strážovice im Nordwesten.

## Geschichte

### Mistřín

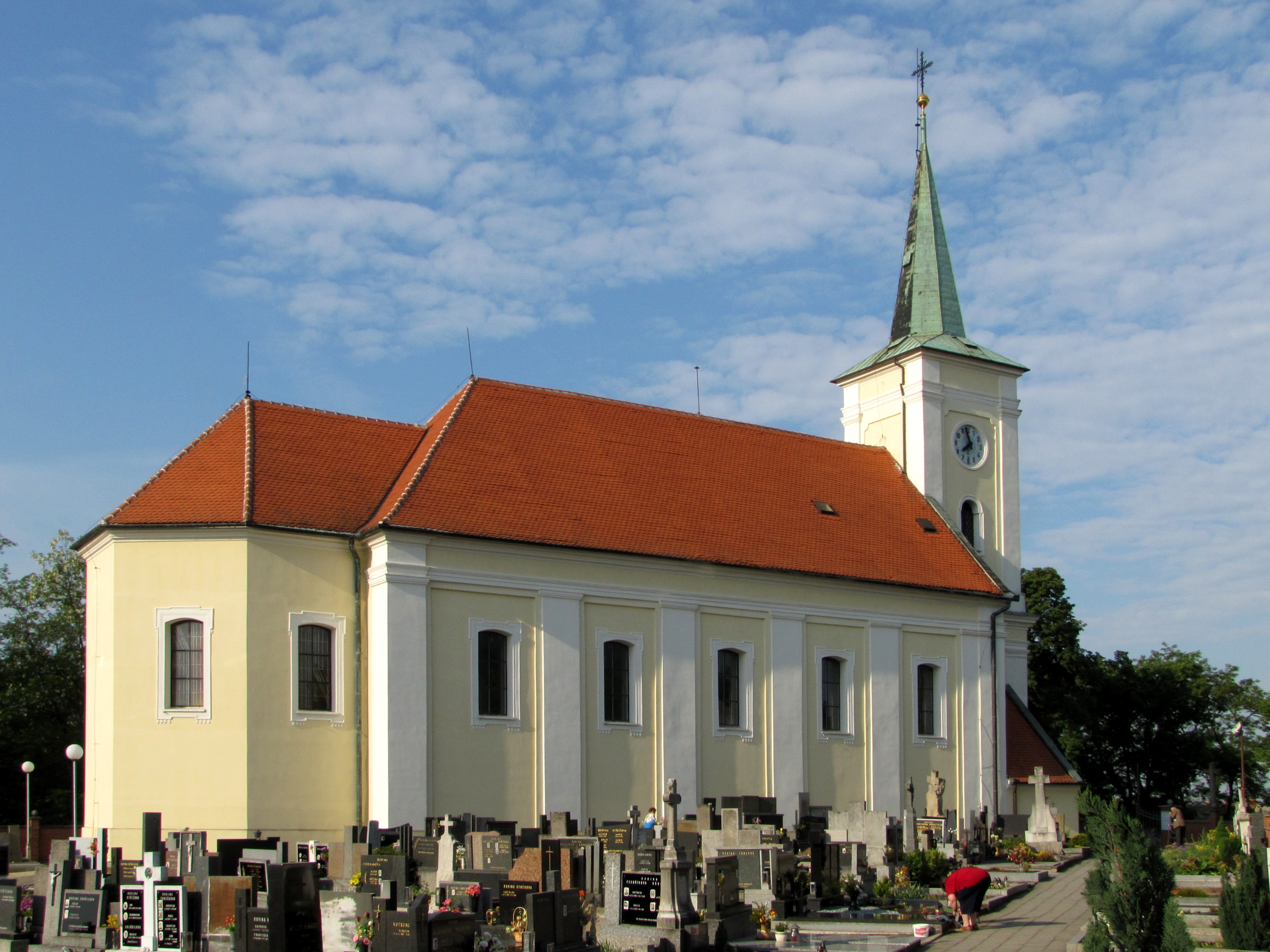
Pfarrkirche in Mistřín

Die erste urkundliche Erwähnung von Mistřín erfolgte 1228 durch Ottokar I. Přemysl im Zuge der Erteilung von Privilegien an das Kloster Velehrad. 1265 wurde das Dorf unter dem Namen Mistersingen erwähnt. Dieses Dorf befand sich einen Kilometer nordwestlich des heutigen Ortes an einem Platz der als Staré Mistříny bezeichnet wird. In der zweiten Hälfte des 15. Jahrhunderts fiel das Dorf bei den kriegerischen Auseinandersetzungen um die böhmische Krone und der Eroberung Mährens durch Matthias Corvinus wüst. Der Name des Dorfes wird von dem bulgarischen Namen Mitrow hergeleitet. Einer Legende zufolge, die die Weihe der Kirche den Aposteln Kyrill und Method zuschreibt, soll sich aus dem dabei gemachten Ausspruch „To jsou opravdoví mistři“ der Ortsname entwickelt haben.
1524 erwarb Wilhelm von Kunstadt die wüsten Güter von Mistřín und schloss sie mit Svatobořice zusammen. 1536 wurde erstmals das Dorf „Nový Mistřín“ erwähnt, dessen Standort um die alte Kirche vermutet wird. Besitzer des Dorfes war lange Zeit das Geschlecht von Zástřizl auf Mistřín. Während des ungarischen Aufstandes gegen die Habsburger fielen am 1. Juni 1605 Aufständische in Nový Mistřín ein und brannten das Dorf nieder. Erneut zerstört wurde der Ort im Dreißigjährigen Krieg. Als der Ort um 1656 wieder aufgebaut wurde, wählten die Bewohner einen neuen Standort, der zwischen Staré Mistříny und Nový Mistřín lag. 1687 erlosch die Linie der Zástřizl auf Mistřín im Mannesstamme. Besitzer der Herrschaft Mistřín wurde Franz Kolowrat-Liebsteinsky.
Am 2. Juli 1743 erfolgte die Weihe der neuen Kirche. 1784 wurde die alte romanische Kirche, die südlich von Mistřín/Mistrzin auf dem heute als „Na Kostelíkách“ bezeichneten Platz stand, abgerissen.
Nach der Aufhebung der Patrimonialherrschaften bildete Mistřín ab 1850 eine Gemeinde im Bezirk Kyjov/Gaya. 1888 erwarben die Grafen Seilern die Mistříner Güter. 1924 erfolgte die Parzellierung des Großgrundbesitzes. In den Hügeln westlich des Ortes erfolgte der Abbau von Lignit.
1960 wurde der Okres Kyjov aufgelöst und Mistřín dem Okres Hodonín zugeordnet. 1964 erfolgte der Zusammenschluss mit Svatobořice.

### Svatobořice

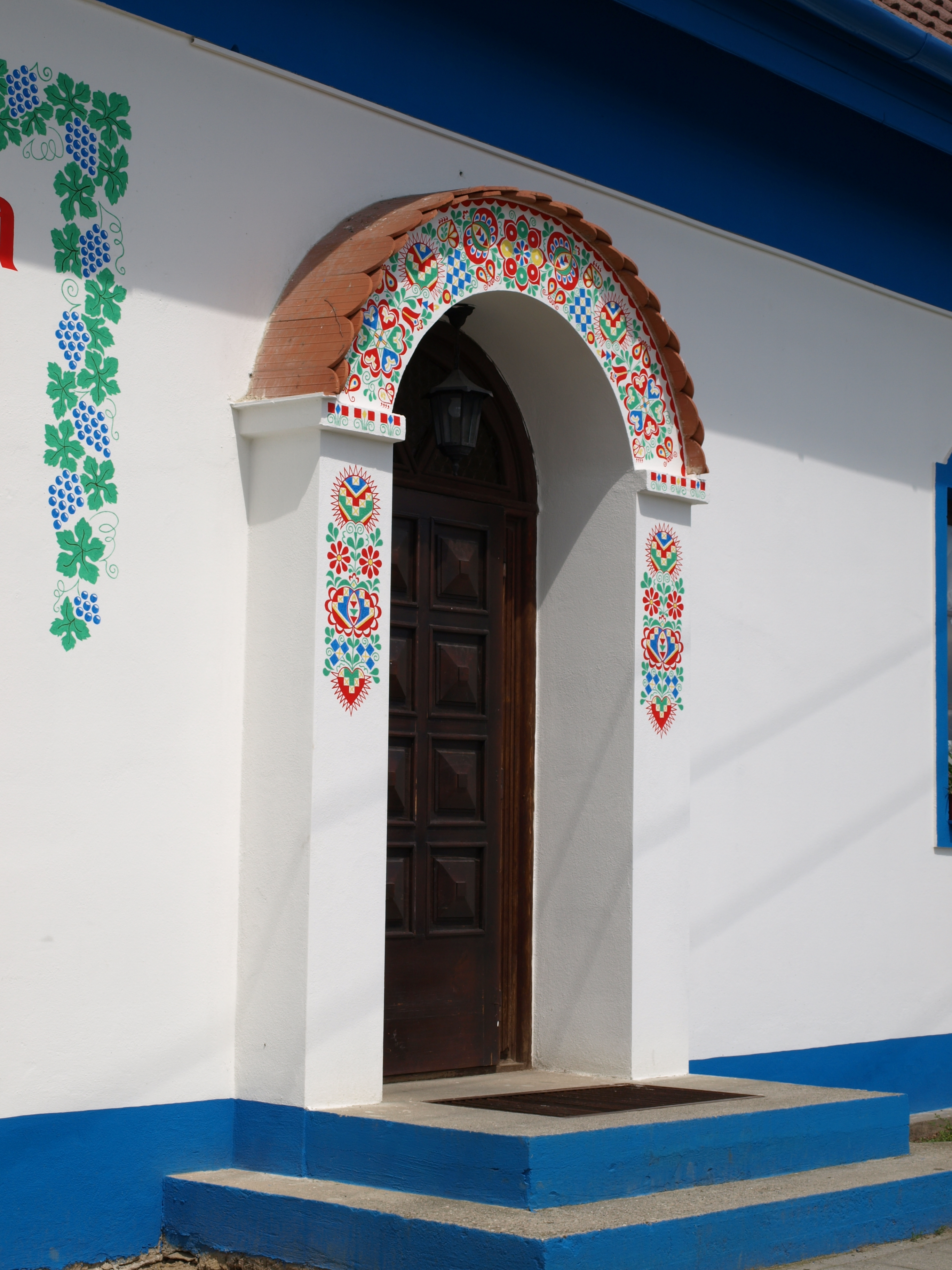
Volksarchitektur in Svatobořice

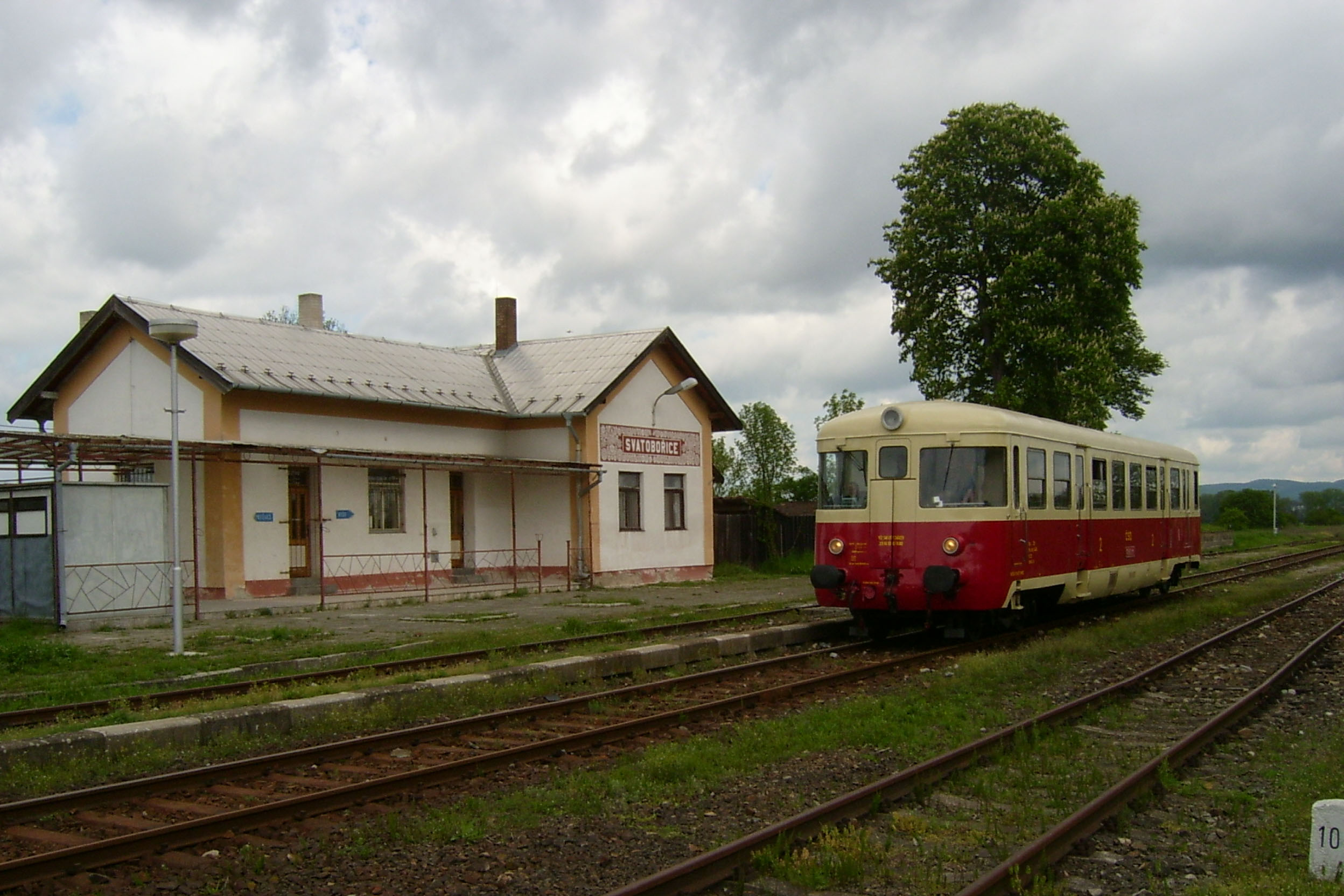
Triebwagen M 240.0 in der früheren Bahnstation Svatobořice

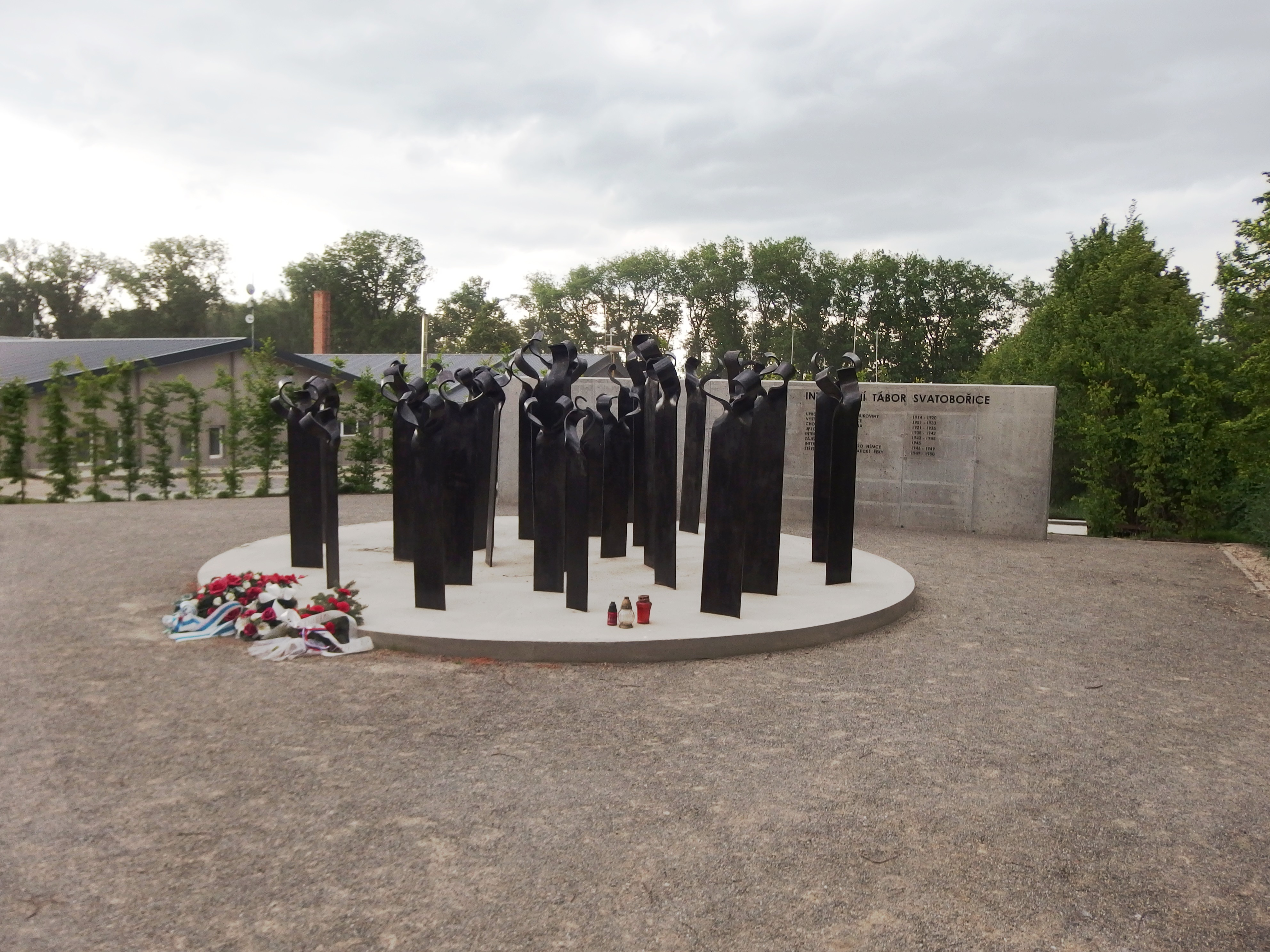
Gedenkstätte und Museum im ehemaligen Internierungslager

Svatobořice wurde 1349 im Zuge des Verkaufs eines Teils des Dorfes durch Bolek von Otaslavice an Markvart von Morkovice erstmals urkundlich erwähnt. Es wird angenommen, dass Svatobořice älter als Mistřín ist. Alten Legenden zufolge soll an der Stelle von Svatobořice früher einmal eine Stadt „Červené Město“ gestanden sein. 1415 wurde Jan von Moravany als Besitzer genannt. In Svatobořice bestand eine Feste, die während der Hussitenkriege erlosch und zum Ende des 15. Jahrhunderts wiedererrichtet wurde. 1460 war Jan von Milotice Besitzer von Svatobořice. Ihm folgte Jan von Ludanice. Nach dessen Tode verkauften seine Brüder 1522 das Dorf an Wilhelm von Kunstadt, der 1524 auch Mistřín erwarb und beide Herrschaften vereinte. Danach gehörte Svatobořice dem Geschlecht von Zástřizl auf Mistřín. Der Besitzer von Svatobořice, Bohuš Morkovský ze Zástřizl, ließ 1580 die Feste zu einem Renaissanceschloss umgestalten, welche später eine barocke Neugestaltung erfuhr. Im Jahre 1583 umfasste die Herrschaft die Dörfer Svatobořice, Nový Mistřín und Stavěšice sowie ein Teil von Sobůlky und das wüste Dorf Jiříkovice. 1687 erlosch die Linie der Zástřizl auf Mistřín im Mannesstamme. Seine Witwe und Erbin, Zuzana Kateřina (1637–1691), heiratete im gleichen Jahre in zweiter Ehe den 23-jährigen Walther von Dietrichstein. Nach Zuzana Kateřinas Tode erbten Karl Maximilian Graf von Thurn und Franz Karl Graf Libštejnský von Kolowrat gemeinschaftlich die Herrschaft Svatobořice. Sie verkauften diese 1692 für 50000 Gulden an die Witwe Ernestine Barbara Serényi, geborene von Löwenstein, auf Milotice.
Die überließ die Herrschaft im selben Jahre ihrem Sohn, Obersthofmeister Karl Anton Graf Serényi, der Svatobořice zu Milotice zuschlug und der dortigen Gutsverwaltung zuordnete. Das nicht mehr bewohnte Schloss wurde zu einer Brauerei umgebaut. In der Ortsmitte befand sich bis ins 18. Jahrhundert ein Tor einer mittelalterlichen Befestigungsanlage. Nach der Aufhebung der Patrimonialherrschaft bildete Svatobořice/Swatoborschitz ab 1850 eine Gemeinde im Bezirk Kyjov/Gaya.
Zwischen 1899 und 1900 errichtete die Brünner Local-Eisenbahn-Gesellschaft die Lokalbahn Kyjov-Mutěnice/Gaya-Mutienitz mit der Svatobořice einen Eisenbahnanschluss als Verbindungsbahn zu den Strecken der Lokalbahn Saitz–Czeicz–Göding erhielt. Im Jahre 1960 wurde der Okres Kyjov aufgelöst und Svatobořice dem Okres Hodonín zugeordnet.

#### Barackenlager Svatobořice
Im Ersten Weltkrieg entstand in Svatobořice ein Barackenlager für Flüchtlinge aus Galizien. Nach dessen Auflösung diente die Barackenkolonie seit den 1920er Jahren als Siechenhaus und eine Quarantäne für Auswanderer. Nach dem Münchener Abkommen dienten die Baracken den Flüchtlingen (Tschechen, Juden, deutsche Demokraten) aus den besetzten Gebieten. Während des Zweiten Weltkrieges wurde am 17. September 1942 in der Barackenkolonie Swatoborschitz ein deutsches Konzentrationslager mit dem Decknamen „Polaris-Centrum“ eingerichtet. In dem „SS-Internierungslager für ausländische Transport-Häftlinge“ wurden vor allem aus der Tschechoslowakei stammende Juden tschechischer und deutscher Nationalität, aber auch politische Gefangene sowie Sinti und Roma festgehalten, die vor den deutschen Besatzern ins Ausland geflohen waren und dort in die Hände der Nationalsozialisten gefallen waren. Durchschnittlich war das Lager mit 1200 Häftlingen belegt. Bis zur Befreiung des Lagers durch die Rote Armee am 12. April 1945 waren in Swatoborschitz insgesamt 3500 Menschen interniert. Nach dem Kriegsende wurde das Lager als Gefangenenlager für deutsche Soldaten und später im Zuge der Vertreibung als Internierungslager für Deutsche weiter genutzt. In den 1950er Jahren diente das Lager wieder den Flüchtlingen, zuerst von Griechenland. Im Oktober 2017 wurde ein Museum zur Geschichte des Internierungslagers in Svatobořice mit Gedenkstätte eröffnet.

### Svatobořice-Mistřín
Im Jahre 1964 erfolgte der Zusammenschluss der Gemeinden Svatobořice und Mistřín zu einer Gemeinde mit dem Doppelnamen Svatobořice-Mistřín.
1993 wurde der Lignitabbau eingestellt. Auf der Eisenbahnstrecke 257 Kyjov-Mutěnice wurde 2005 der Personenverkehr eingestellt. Die Gemeinde ist Mitglied der Mikroregion Nový Dvůr.

## Kultur
In der Gemeinde werden folkloristische Traditionen gepflegt. Die erfolgte sowohl durch den Gebrauch der Volkstrachten als auch durch die Volksmusik. In Svatobořice-Mistřín bestehen die Trachtengruppen Podkověnka, Krušpánek und Lúčka, der slowakische Zirkel Svatobořice-Mistřín, ein Männerchor, das Blasmusikensemble Mistříňanka, die Zimbelensemble Varmužova cimbálová muzika und Cimbálová muzika Ladislav Pavluš sowie der Kirchenchor AMA.
Durch Svatobořice-Mistřín führt einer der Mährischen Wein-Steige.

## Gemeindegliederung
Die Gemeinde Svatobořice-Mistřín besteht aus den Ortsteilen Mistřín (Mistersing) und Svatobořice (Swatoborschitz).

## Söhne und Töchter der Gemeinde
- Vladimír Vašíček (1919–2003), in Mistřín geborener Maler

## Sehenswürdigkeiten

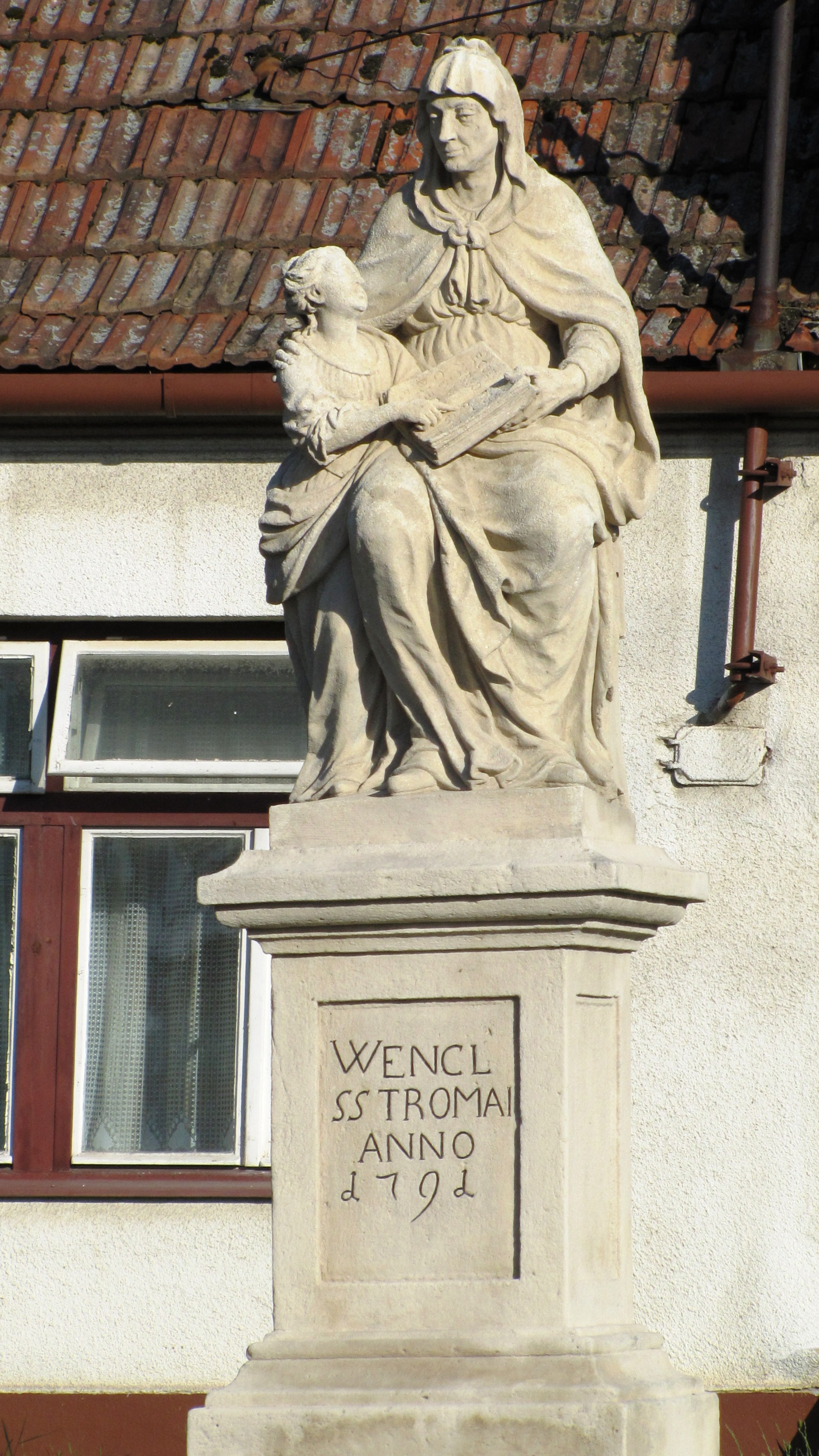
Annenstatue

- barocke Kirche Mariä Heimsuchung in Mistřín, geweiht 1743
- Statue des Hl. Florian, geschaffen 1745 vom Wiener Bildhauer Jakob Christoph Schletterer
- Statuengruppe der Hl. Anna, 1791 von Andreas Schweigel geschaffen
- Statuengruppe der Hl. Dreifaltigkeit an der Straße nach Dubňany, errichtet in der zweiten Hälfte des 18. Jahrhunderts
- Zwei steinerne Janusköpfe aus der Mitte des 17. Jahrhunderts an der Einfahrt zum früheren Herrenhof, genannt svatoborské opice („Svatobořicer Affen“)
- Glockenturm aus dem Jahre 1719, er wurde 1996 instand gesetzt und die Sonnenuhr wieder angebracht
- Museum und Gedenkstätte für das KZ Swatoborschitz